# Pardosa oljunae
Pardosa oljunae este o specie de păianjeni din genul Pardosa, familia Lycosidae, descrisă de Lobanova, 1978. Conform Catalogue of Life specia Pardosa oljunae nu are subspecii cunoscute.